# Immigration britannique en France
L'immigration britannique en France a entraîné l'existence d'un des plus grands foyers de populations britanniques nées en dehors du Royaume-Uni. L'installation en France de citoyens britanniques a rapidement augmenté à partir des années 1990, les Britanniques seraient aujourd'hui plus de 140 000 en France. Outre Paris, ils sont installés dans les régions du sud de la France, la Bretagne, et depuis peu, la Corse,.

## Histoire

### AuXVIIIesiècle
Les Britanniques en France sont au XVIIIe siècle des personnes fortunées réalisant le Grand Tour ou s'étant établit pour affaires.

### AuXIXesiècle
On retrouve surtout des domestiques anglaises à Paris en Normandie et dans le Nord, des ouvriers dans les usines textiles françaises ainsi que dans les compagnies ferroviaires. Certains industriels s'établissent aussi en France comme ceux de la région rouennaise. 
On remarque lors du recensement de 1851 que les Anglais sont surtout situés dans le Nord et l'Ouest de la France, à Paris, en Gironde et dans les Pyrénées Atlantiques et les Bouches-du-Rhône, ils sont alors 20 000 recensés en France. En 1861, on en dénombre 25 000, on les dits « attirés par la beauté des sites ou la douceur du climat ». Ils sont 7 700 dans la Seine, 5 460 dans le Pas-de-Calais, 1 600 dans le Nord, 1 600 dans les Côtes-du-Nord et 1 400 en Seine-Inférieure.
On compte aussi de nombreux bourgeois en villégiature sur le littoral, dans les Alpes et les Pyrénées. Installés dans des stations thermales ou balnéaires, on les retrouvent à Vernet-les-Bains, Arcachon, Trouville, Nice ou Dinard. Ils apprécient particulièrement se promener sur le front de mer, jouer au golf et se retrouver au casino. La reine Victoria elle-même séjourne à Nice en 1895, 1896, 1897, 1898 et 1899. Les touristes moins riches pouvaient compter sur des pensions de famille. L'installation de communautés britanniques sur la durée se traduit par la construction d'églises anglicanes comme à Pau en 1841, Dinan en 1870 ou le temple St Bartholomew de Dinard en 1871.

### AuXXesiècle
En 1936, les Anglais sont présents sur la Côte d'Azur, le littoral de la Manche, la Savoie, la région parisienne, la Gironde, les Pyrénées Atlantiques et le tout le Nord du pays.
Durant la Seconde Guerre mondiale, des agents du SOE se rendent sur le territoire français pour aider la Résistance.
Entre 1968 et 1999, le nombre de Britanniques en France augmente considérablement, notamment du fait de la coopération européenne. Si les Britanniques ne sont que 18 300 au recensement de 1968, ils sont déjà 24 900 en 1975, 34 000 en 1982, 51 200 en 1990 et 76 100 en 1999.

### AuXXIesiècle
Du fait du Brexit (2020), les Anglais présents en France perdent leur droit de vote et d'éligibilité aux élections municipales et européennes,.

## Démographie actuelle
La communauté britannique en France est estimée entre 163 000 (dont 142 000 immigrés) selon la France en 2020 et 400 000 personnes en 2016 selon les sources consulaires prenant en compte les séjours de moins d'un an et les binationaux. Depuis 2010, l’émigration britannique ralentit et les départs sont plus nombreux que les arrivées.
Sur l’ensemble du territoire national, les Britanniques représentent un tiers des propriétaires des résidences secondaires résidant à l’étranger, devant les Italiens, les Allemands et les Belges avec leurs 86 000 résidences secondaires en 2017.
Depuis 2010, l’émigration britannique ralentit et les départs sont plus nombreux que les arrivées. La population britannique est de plus en plus âgée et 30 % des immigrés britanniques arrivant en France sont des retraités.
Les principales destinations de la migration vers la France en dehors de l'Île-de-France sont les régions du sud du pays, notamment les zones rurales. Les grandes régions choisies par cette communauté sont la Nouvelle-Aquitaine, l'Occitanie, la Bretagne ou encore la Corse.

### En Bretagne
La communauté britannique est présente en Bretagne et plus particulièrement dans le centre-Bretagne comme à Sainte-Tréphine.

### En Normandie
En 2017, on compte 7 300 Britanniques en Normandie dont 3 300 dans la Manche et 47 % de retraités. Les Britanniques sont en grande majorité installés dans les espaces ruraux où ils sont propriétaires. Ils possèdent 6 300 résidences secondaires dans la région en 2017.

### Dans le Sud-Ouest
La facilité des liaisons aériennes et  l’implantation des compagnies aériennes à bas coût dans le Sud-Ouest encouragea l'immigration britannique selon l'effet « Ryanair ».
La communauté britannique est notamment présente en Nouvelle-Aquitaine (40 000 personnes en 2016) et  Occitanie (25 000 personnes en 2016). On les retrouvent notamment dans le Limousin (3 364 foyers en 2006), dans le Poitou-Charentes (13 000 en 2006) et en Dordogne (7 200 personnes en 2016),,, notamment dans le bassin de vie d'Eymet.

## Statut social
Les Britanniques vivant en France sont en général bien intégrés et bénéficient globalement d'un bon niveau d'éducation et de revenu. Leur présence dans certaines campagnes désertées du territoire français a permis le maintien d'une certaine vie dans le monde rural.